# PCMark
PCMark - rodzina benchmarków firmy Futuremark służąca do sprawdzania ogólnej wydajności komputera - prędkości procesora, prędkości odczytu/zapisu pamięci RAM i dysku twardego.

## Starsze wersje
- PCMark 2002
- PCMark04

## Aktualne wersje
- PCMark05 (dla Windows XP i Windows Vista)
- PCMark Vantage (dla Windows Vista i Windows 7)